# 宗庸卓玛
宗庸卓玛（1964年—），藏族，云南香格里拉人，中华人民共和国歌手，第十一届全国政协委员。
加入中国共产党，担任云南省歌舞剧院一级演员。2008年，当选第十一届全国政协委员，代表少数民族界，分入第五十组。其子为中国大陆著名偶像歌手扎西顿珠。2018年1月，当选第十三届全国政协委员。